# Cause commune
Cause commune est une revue créée en 2017 par le Parti communiste français. Elle est bimestrielle, accessible sur papier et en ligne.

## Ligne éditoriale
La ligne éditoriale est définie dans l'éditorial du no 1 (septembre-octobre 2017), il s'agit d'une revue de caractère plutôt théorique, mais rédigée dans un langage accessible, elle est principalement destinée à des militants actifs du PCF et à des sympathisants, elle se compose essentiellement de deux parties :
- un dossier portant sur un large sujet: Classe dominante, Migrations, Crise de la solidarité, Les raisons de l'irrationalisme, PCF Cent ans d'histoire, etc.
- et des rubriques régulières (Poésie, Regard, Chronique européenne, Parlement-élus, Critique des médias, Féminisme, Philosophiques, Histoire, Production de territoires, Sciences, Sondage, Statistiques, Droit, Hors cadre, Lire, Critiques, En débat, Dans le texte). La rubrique « Critique des médias » est assurée par l'association Acrimed.

Au milieu, se situe un cahier plus pratique « Militer ». La revue commence par un éditorial du directeur et un entretien avec un dirigeant du PCF.
Les articles sont souvent signés par des universitaires, non nécessairement membres du PCF, mais s'y expriment aussi des personnes diverses : une trentaine par numéro.

## Histoire
Cause commune fait suite à la Revue du projet, mensuelle (68 n° d'octobre 2010 à juin 2017), qui comblait un vide laissé par la disparition de Révolution et des Cahiers du communisme. La Revue du Projet, fondée par Patrice Bessac, devenu maire de Montreuil-sous-Bois en 2014, avait pour objectif d'accompagner le « Comité du projet » du PCF (élu au Conseil national du 9 septembre 2010), dont l'objectif était une réflexion à plus long terme qu'un programme politique immédiat. D'abord seulement en ligne, cette revue a été publiée aussi sur papier à partir du no 16 (avril 2012). Le comité de rédaction est passé de dix à trente membres environ. Cette revue était déjà composée d'un dossier et de rubriques. Les dossiers portaient aussi bien sur des questions politiques traditionnelles (Démondialisation ; La gauche), économiques et sociales (Sport ; Retraites ; Justice), culturelles (Le polar imagine 2013 ; Savoirs, où aller ?), écologiques (Bien nourrir la planète ; Climat) ou d'ouvertures plus générales (La peur ; Le corps ; Les mots glissants). La revue a été relayée par Mediapart et la présentation du dossier était résumée dans L'Humanité.
La principale différence entre la Revue du Projet et Cause commune est l'ajout du cahier central « Militer », qui traite de questions militantes concrètes : comment sauver un bureau de poste, comment organiser des initiatives culturelles, une fête de section, comment utiliser les réseaux sociaux. Des rubriques ont été ajoutées par rapport à l'ancienne revue.
Cause commune peut être considérée comme la revue généraliste du PCF. Il en existe d'autres plus ciblées : Progressistes, qui s'adresse à des ingénieurs, techniciens, cadres et scientifiques, Économie et politique, revue marxiste d'économie. Il existe aussi des bulletins réguliers de secteurs, tels Globule rouge (santé), Carnets rouges (école), dont la rédaction est soignée.

### Identité visuelle
Son sous-titre est « Revue d'action politique du PCF », sa devise « Comprendre le monde, agir pour le changer ».

## Organisation
Son directeur est Guillaume Roubaud-Quashie, docteur en histoire contemporaine, membre du Comité exécutif national du PCF. La rédaction en chef tourne (Davy Castel, psychologue du travail ; Jean Quétier, philosophe ; Sabrina Royer, didacticienne des langues ; Gérard Streiff, journaliste). La secrétaire de rédaction est Noëlle Mansoux. Le graphisme original et la maquette sont effectués par Frédo Coyère. Le comité de rédaction compte entre 30 et 40 membres, la plupart jeunes, tous bénévoles. Chaque rubrique a un ou deux responsables, la moitié possède un petit comité de cinq à dix personnes, chargé du choix des thèmes et des auteurs.

## Publication, diffusion
La revue est bimestrielle, accessible sur papier et en ligne. Elle compte environ 100 pages, format 19 x 23.
Elle participe à des événements publics (débats, films, etc.),. Le dossier est à l'occasion recensé dans Le Monde diplomatique ou dans L'Humanité.